# Botho Strauß
Botho Strauß   (Naumburg, 2 de desembre de 1944) és un autor dramàtic i guionista cinematogràfic alemany. Ha escrit Bekannte Gesichter, Gemischte Gefühle (1975), traduïda al català el 1987 per Rosa-Victòria Gras amb el títol Cares conegudes, sentiments barrejats.